# Aegisub
Aegisub è un programma multipiattaforma per la creazione di sottotitoli Advanced Substation Alpha (ASS) per file video. Aegisub permette di sincronizzare l'audio e le sequenze video con i sottotitoli e, usato congiuntamente con programmi quali Avidemux, permette di creare file video con i sottotitoli impressi (hardsub) sia di includerli come tracce separate (softsub) in contenitori multimediali (es. ogg o matroska).
Il programma è utilizzato professionalmente da compagnie come Crunchyroll o Yamato Video e ampiamente dalla comunità dei creatori di fansub ed è l'erede di SubStation Alpha.
Distribuito con una licenza BSD, è disponibile per i principali sistemi operativi.